# 根津神社
根津神社（日语：／）是位於東京都文京區根津的神社，為東京十社之一，古時稱作「根津權現」。

## 概要
相傳根津神社是日本武尊在1900年前所創建，不過已不可考。境內是杜鵑花知名賞花景點，森鷗外與夏目漱石等日本文學家曾在附近居住。
現在的社殿是寶永三年（1706年）由德川幕府第五代將軍德川綱吉建造。社殿7棟現為國家重要文化財。

## 祭神
主祭神
- 須佐之男命（すさのおのみこと）
- 大山咋命（おおやまくいのみこと）
- 譽田別命（ほんだわけのみこと）

相殿
- 大國主命 （おおくにぬしのみこと）
- 菅原道真公 （すがわらのみちざねこう）

## 歷史
傳聞根津神社是日本武尊在1900年前於千駄木創祀。之後太田道灌於文明年間（1469年～1486年）建造社殿。
萬治年間[1658年～1661年），該地成為太田氏屋敷地，因此神社往東方簽移，之後簽至團子坂上（現文京區立本鄉圖書館周邊、元根津）。
寶永2年（1705年），江戶幕府第5代將軍德川綱吉立其兄綱重之子綱豐（甲府藩主。之後的第6代將軍家宣）為養嗣子。綱豐搬入江戶城，並將本神社作為家宣的產土神，屋敷地（舊甲府藩邸、現址）開始建造社殿。社殿於寶永3年（1706年）完成，同年遷座。
「根津權現」的名稱在明治初期的神佛分離令禁止「權現」之稱後衰退。不過當地居民單敬稱為「權現樣」。文學作品中亦常出現「根津權現」。
隨著東京大學的搬遷，門前形成的根津遊郭遷往江東區的州崎遊郭。

## 境內

### 社殿
社殿是江戶幕府第5代將軍德川綱吉所建，本殿、幣殿、拜殿採用權現造形式。

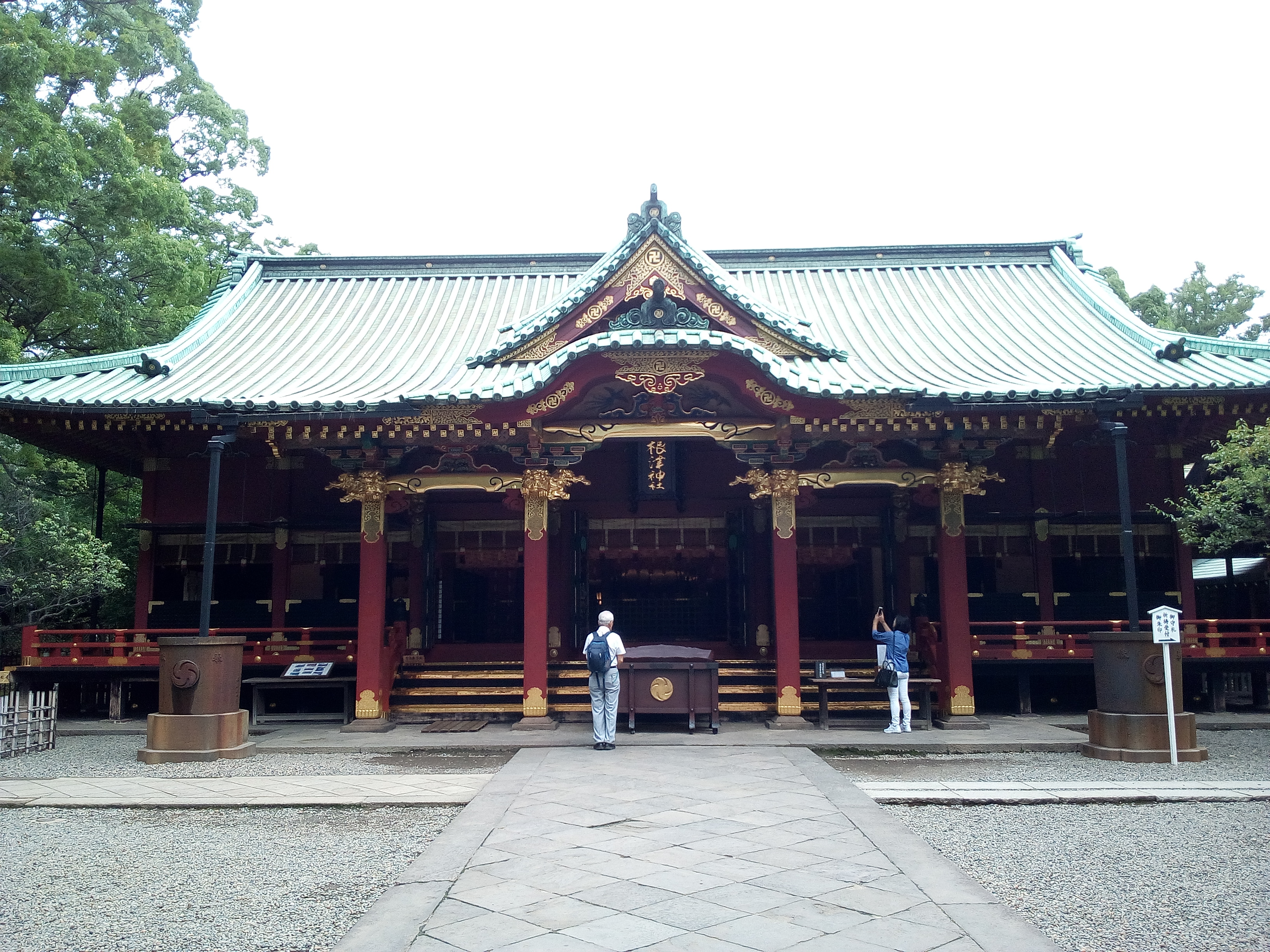
本殿（重要文化財）
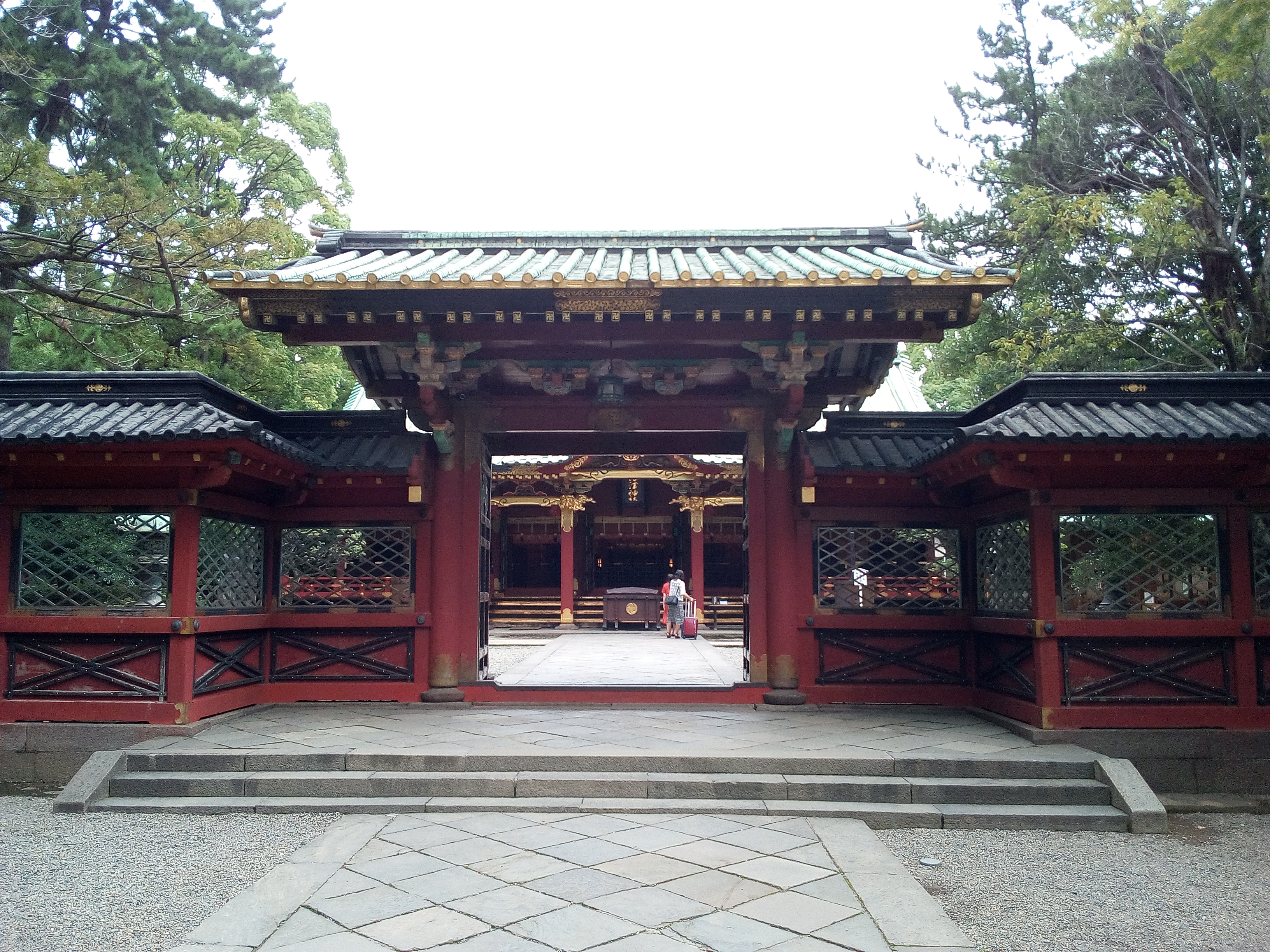
唐門（重要文化財）
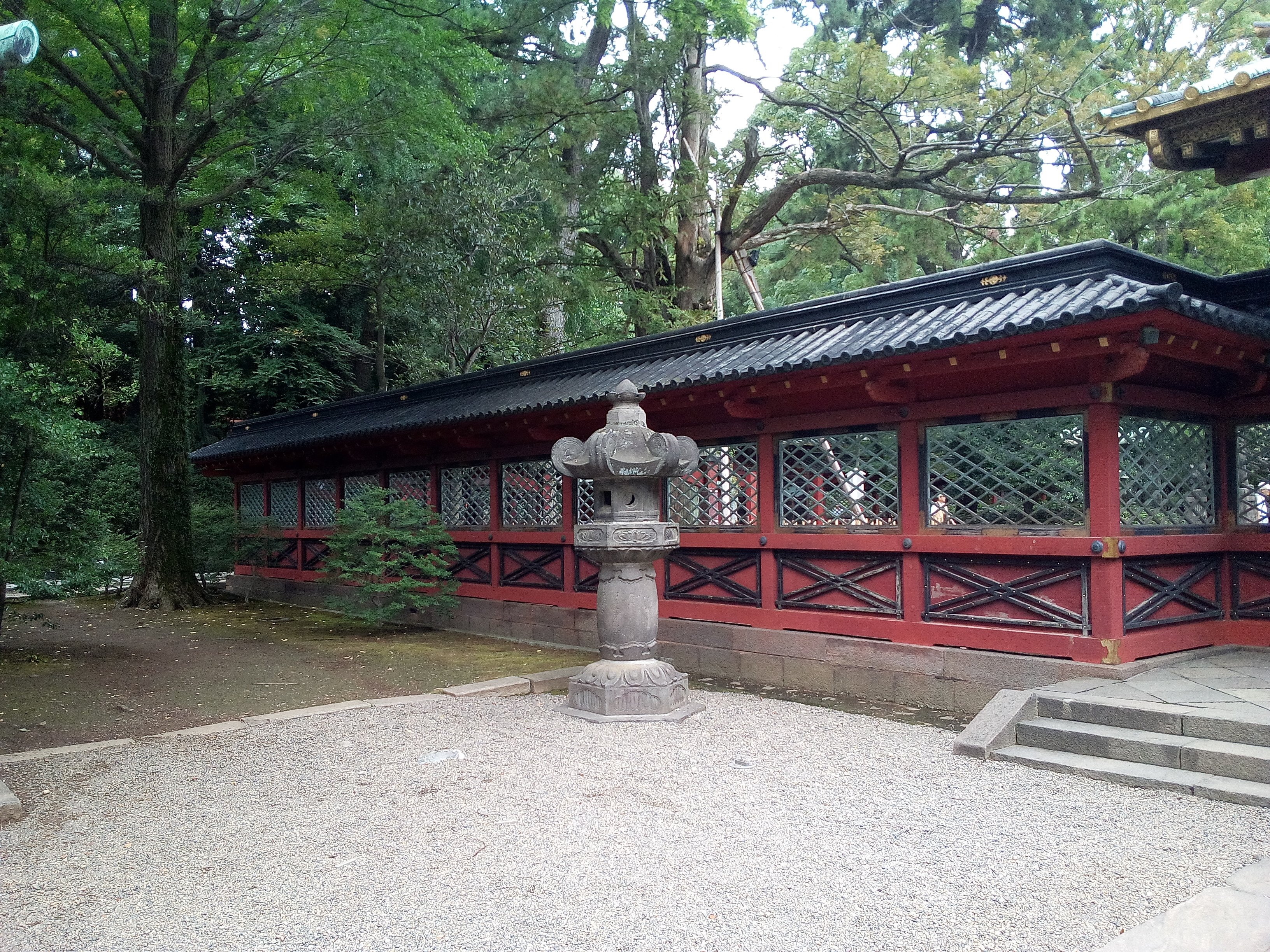
透塀（重要文化財）
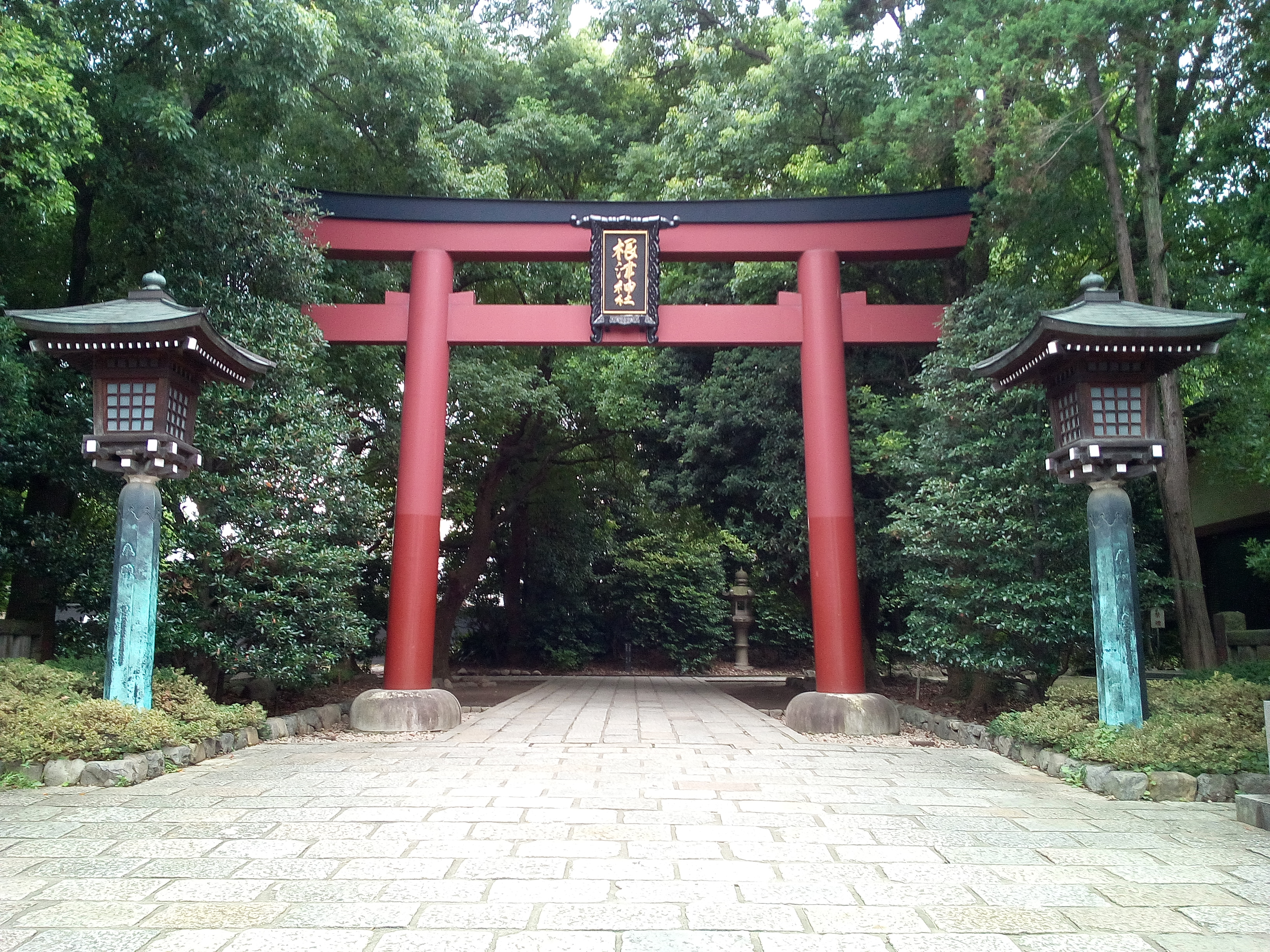
鳥居（2017年8月21日）
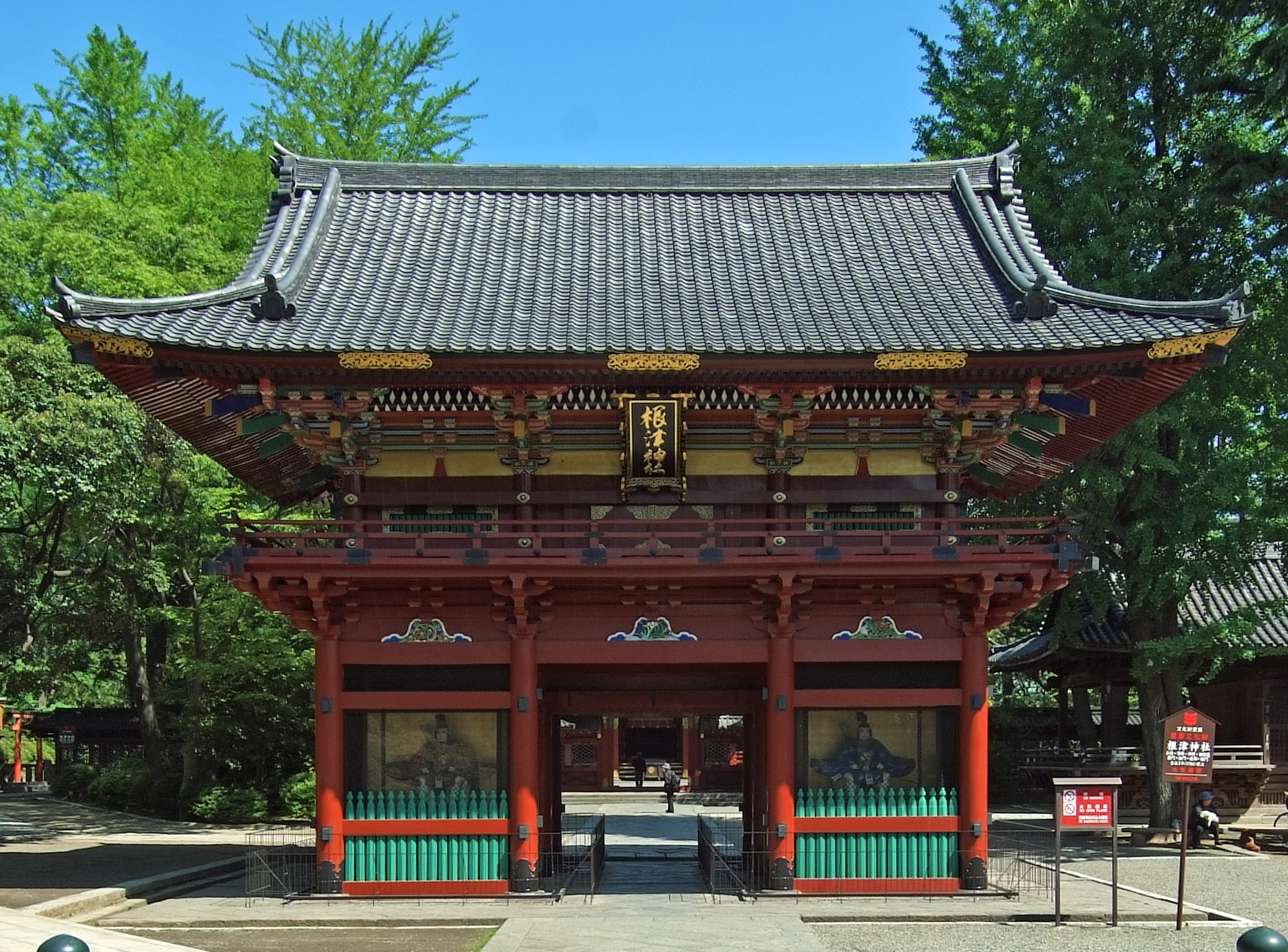
樓門（重要文化財）
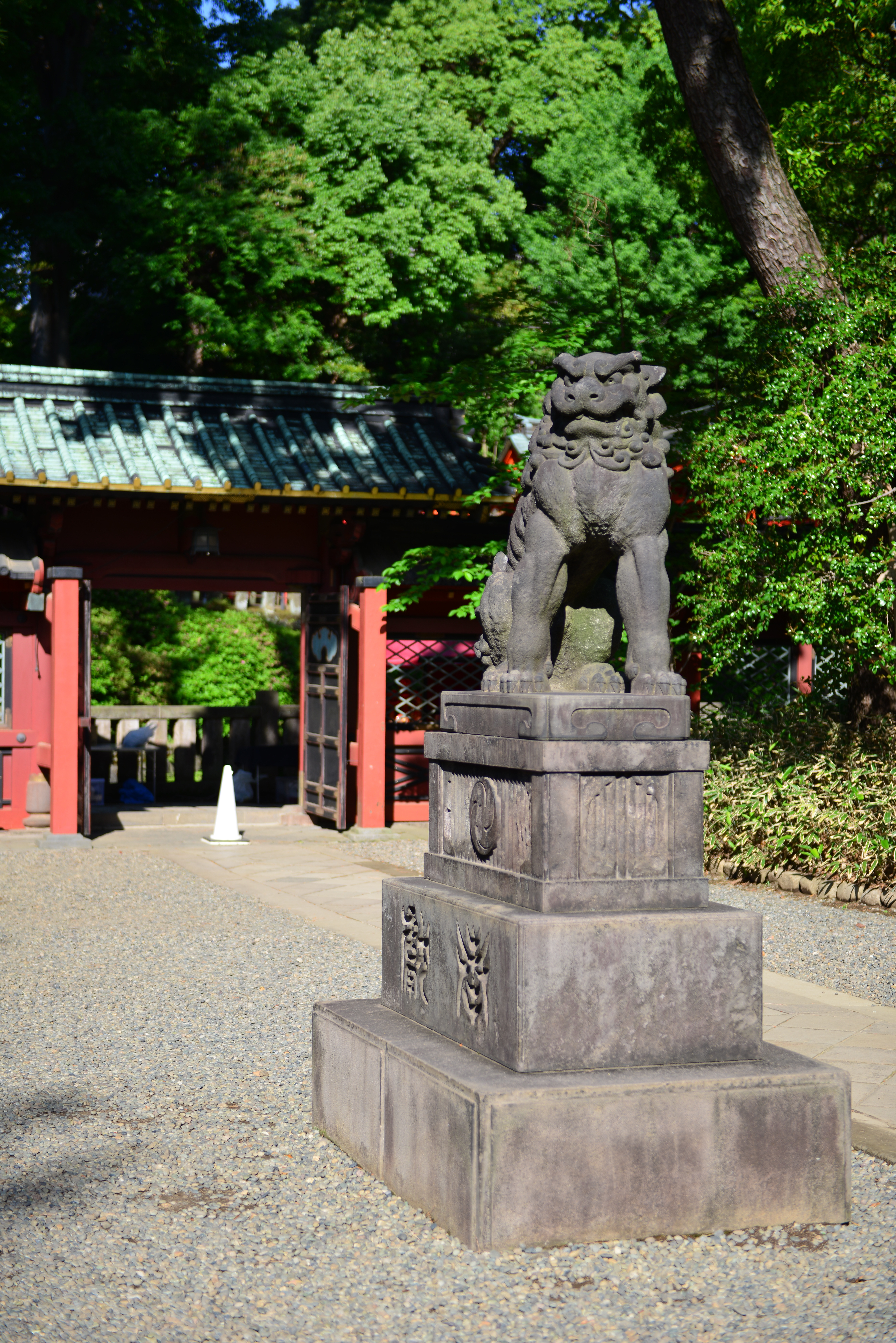
狛犬

### 其他
境內有埋入第6代將軍家宣胞衣（胎盤）的「德川家宣胞衣塚」。
塞大神碑是本鄉追分（東大農學部前的中山道、日光御成街道分岐路）祭祀的道祖神。另外，境內還有6代家宣公的產湯井戶（不公開）與庚申塔。

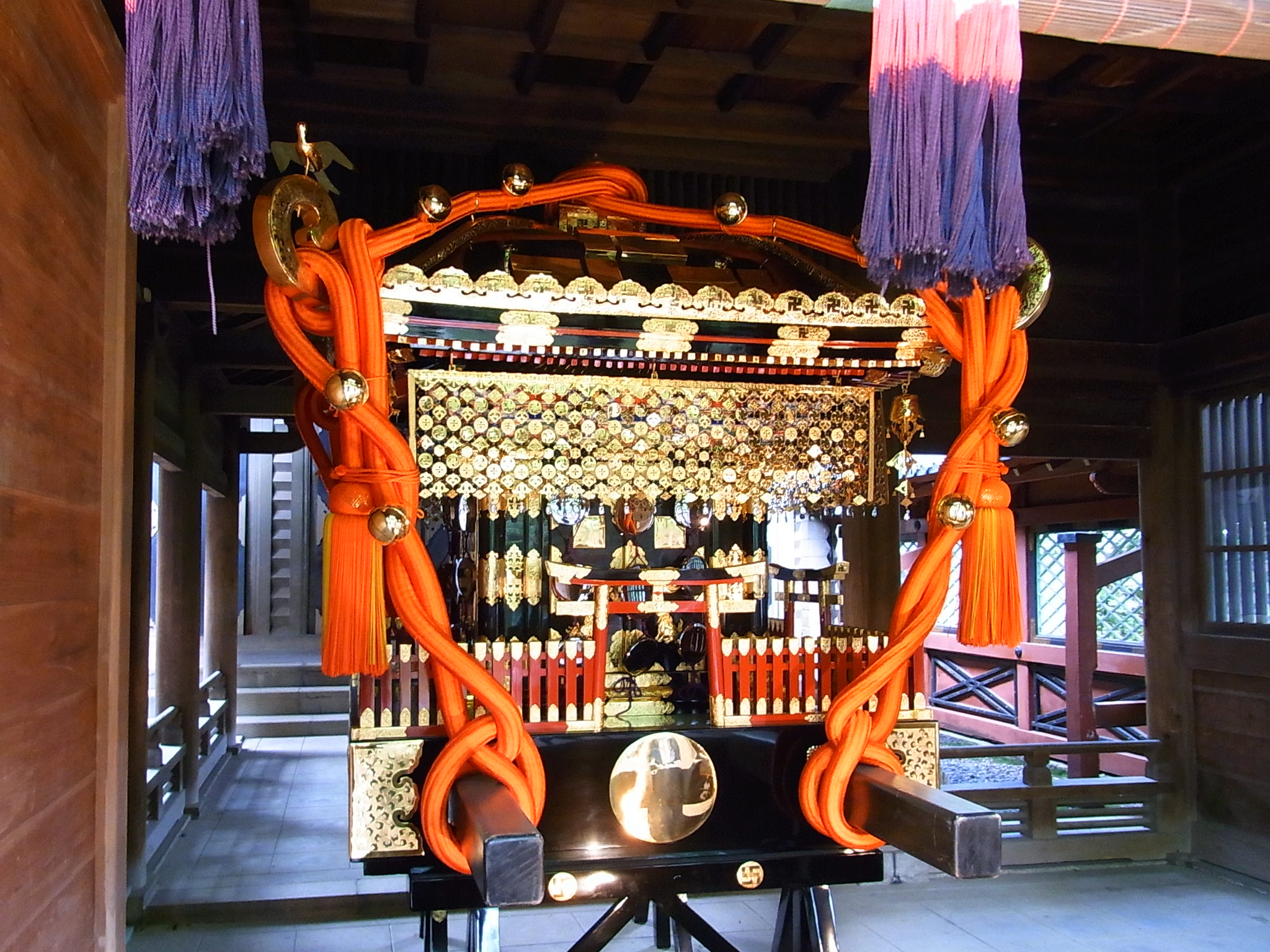
正德4年（1714年）六代將軍德川家宣公奉納的神輿（2010年4月24日）

## 攝末社
- 乙女稻荷神社 - 祭神：倉稻魂命
- 駒込稻荷神社 - 祭神：伊弉諾命、伊弉冊命、倉稻魂命、級長津彥命、級長戶邊命

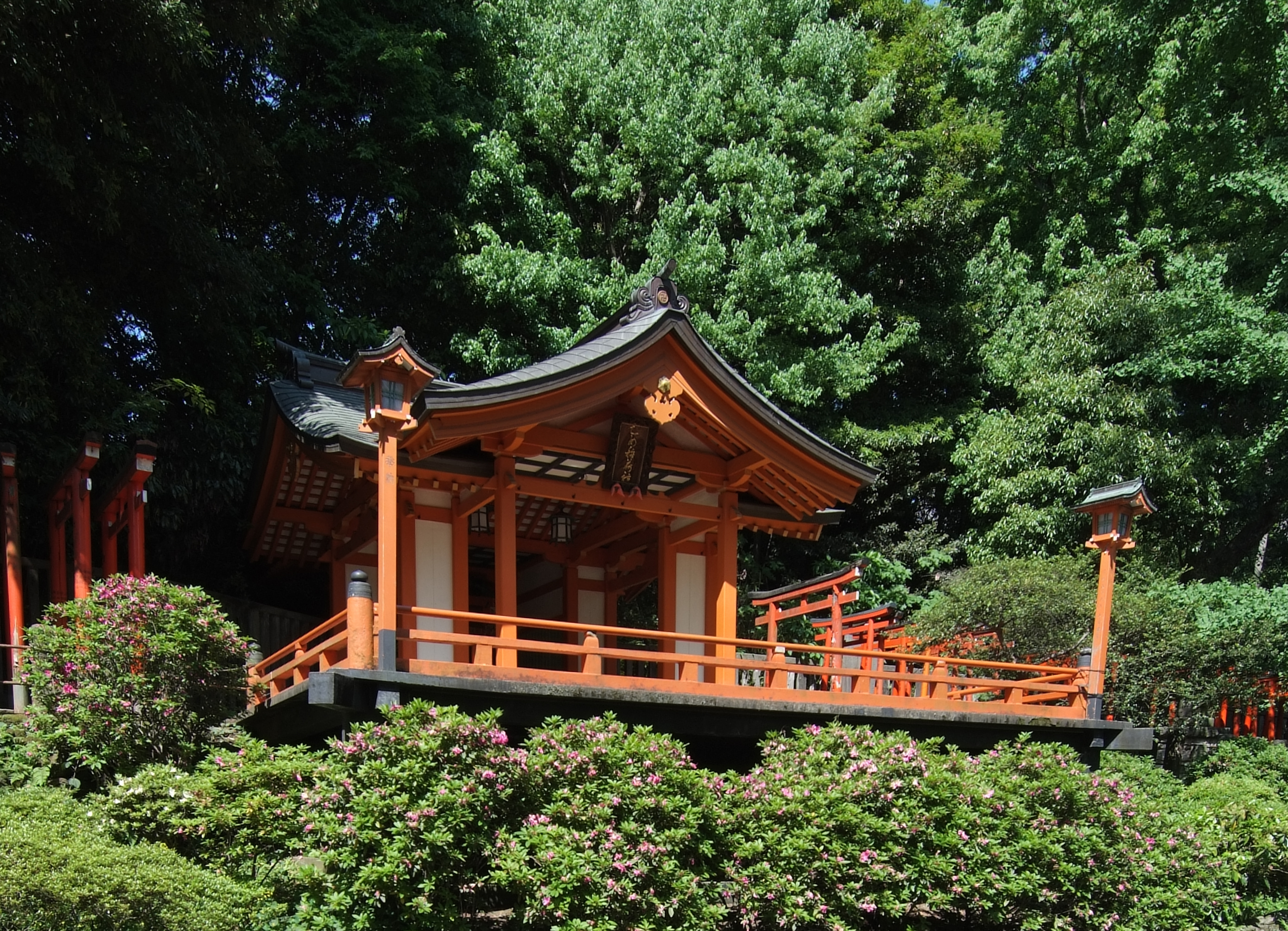
乙女稻荷神社

## 祭典

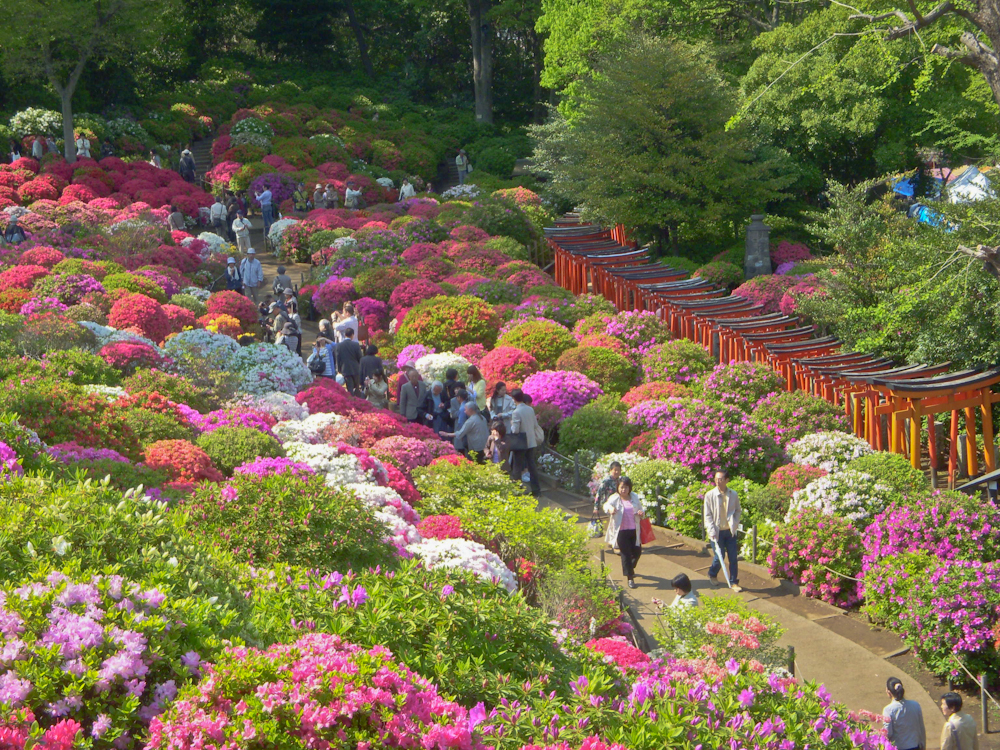
杜鵑花祭

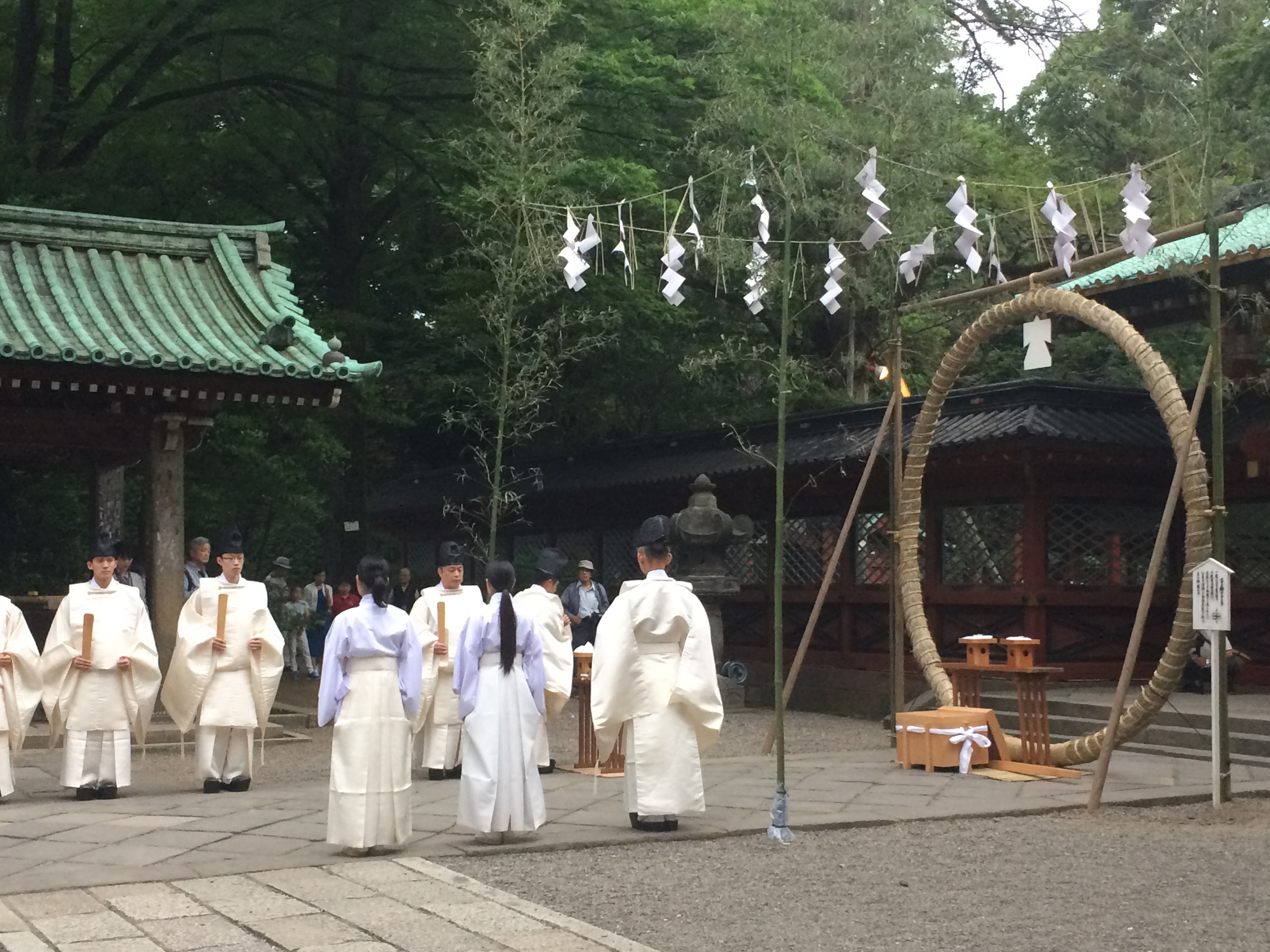
大祓

- 1月
  - 初詣（1月1日）
- 2月
  - 節分（2月3日）
- 4月～5月
  - 杜鵑花祭（日语：文京つつじまつり）
- 6月
  - 大祓
- 9月
  - 例大祭神賑行事（9月17日～18日）
  - 例祭式（9月21日）
- 10月
  - 根津、千駄木下町祭（10月20日左右）
- 11月
  - 七五三詣
  - 新嘗祭（11月23日）
- 12月
  - 大祓（12月31日）

## 文化財

### 重要文化財（國家指定）
建築物
- 根津神社 7棟
  - 本殿、幣殿、拜殿（1棟）
  - 唐門
  - 西門
  - 透塀（3棟）
  - 樓門
  - 銅燈籠2座

工藝品
- 太刀 銘長光
- 太刀 銘備州長船秀光　康曆二年二月 日

### 文京區指定文化財
- 神樂面 16面（雕刻） - 平成6年指定
- 神輿 3座（附 獅子2頭）（工藝） - 昭和55年指定
- 德川氏朱印狀 8封（古文書） - 昭和49年指定
- 德川家宣胞衣塚（有形民俗） - 昭和49年指定

## 氏子地域
文京區根津
文京區千駄木一～二丁目全域、三丁目37～51
文京區本駒込一丁目2～4、9～25、二丁目1～9、13～17（其中舊駒込曙町的部分）、三丁目1～9（其中舊駒込淺嘉町的部分）
文京區向丘
文京區彌生
文京區本鄉五丁目30～32（其中舊本鄉森川町的部分）、六丁目全域
文京區西片二丁目23～25
台東區池之端一丁目2～6、二丁目全域

## 現地情報
所在地
- 東京都文京區根津一丁目28番9號

交通方式
- 東京地下鐵千代田線根津站、千駄木站（步行5分）
- 東京地下鐵南北線東大前站（步行5分）
- 都營地下鐵三田線白山站（步行10分）

周邊
- 日本醫科大學
- 團子坂上 - 現在文京區立本鄉圖書館與東洋大學附近是本社的舊鎮座地，也稱為「元根津」。

## 外部連結
- 根津神社 （页面存档备份，存于）